# Cimetière militaire britannique de l'Ancre (Beaumont-Hamel)
Le Cimetière militaire britannique de l'Ancre (Ancre British Cemetery no 2) est un cimetière militaire de la Première Guerre mondiale, situé sur le territoire de la commune de Beaumont-Hamel, dans le département de la Somme, au nord-est d'Amiens, à la limite du département du Pas-de-Calais.

## Histoire
Le cimetière britannique de l'Ancre est située en bordure de la route départementale 50, entre Hamel et Beaucourt-sur-l'Ancre, il doit son nom au fait qu'il est implanté à proximité de mètres de la rivière. Il a été édifié au cours de la bataille de la Somme. Il contenait au départ 517 corps de soldats du 63e Royal naval et la 36e division e l'Ulster pour la plupart. Après le 11 novembre 1918, on y a regroupé 1 965 corps provenant de cimetières du champ de bataille des environs de Beaumont-Hamel.

## Caractéristiques
Le cimetière de l'Ancre rassemble 2 541 tombes dont : 2 495 Britanniques, 42 Terre-Neuviens, 2 Néo-Zélandais, 1 Sud-Africain et 1 Allemand. Parmi eux, plus de 1 300 ne sont pas identifiés.
L'essentiel des corps qui reposent dans ce cimetière ont été tués au premier jour de la Bataille de la Somme, le 1er juillet 1916, le 3 septembre de la même année, jour d'une attaque générale franco-britannique sur le front de la Somme ou les 13 et 14 novembre 1916, au cours de la bataille de l'Ancre, lors de la prise de Saint-Pierre-Divion, de Beaumont-Hamel et de Beaucourt-sur-Ancre.

## Galerie

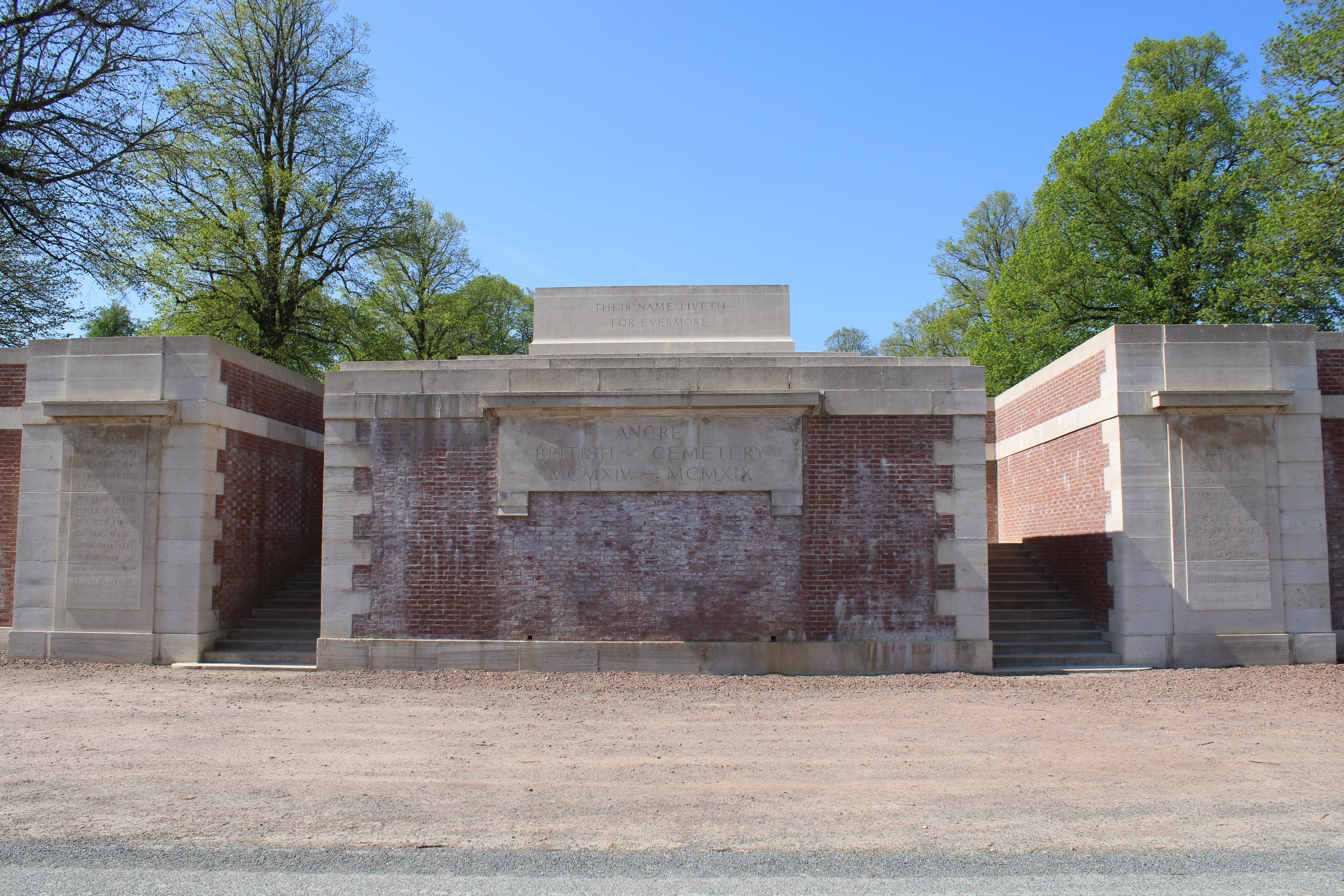
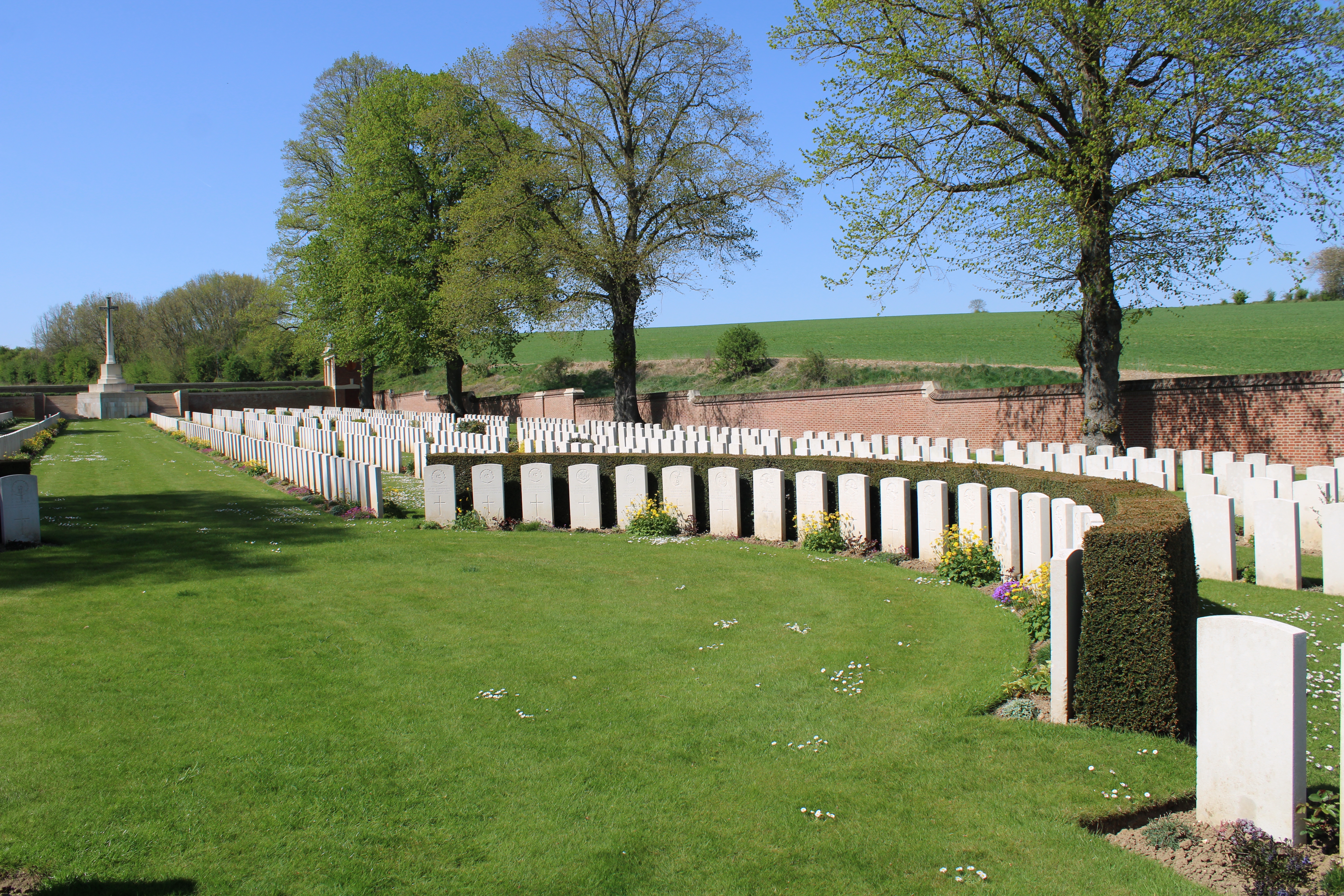
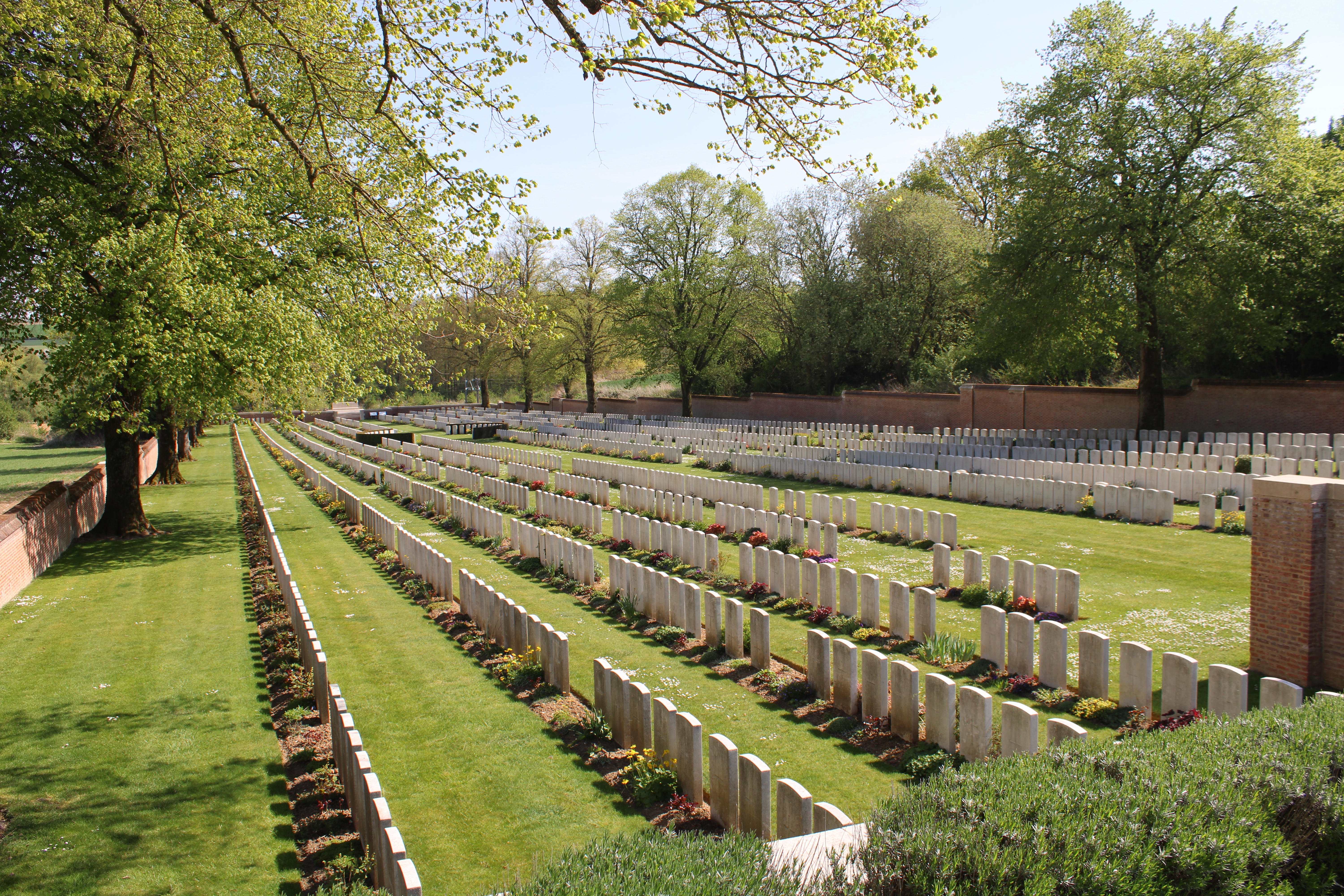
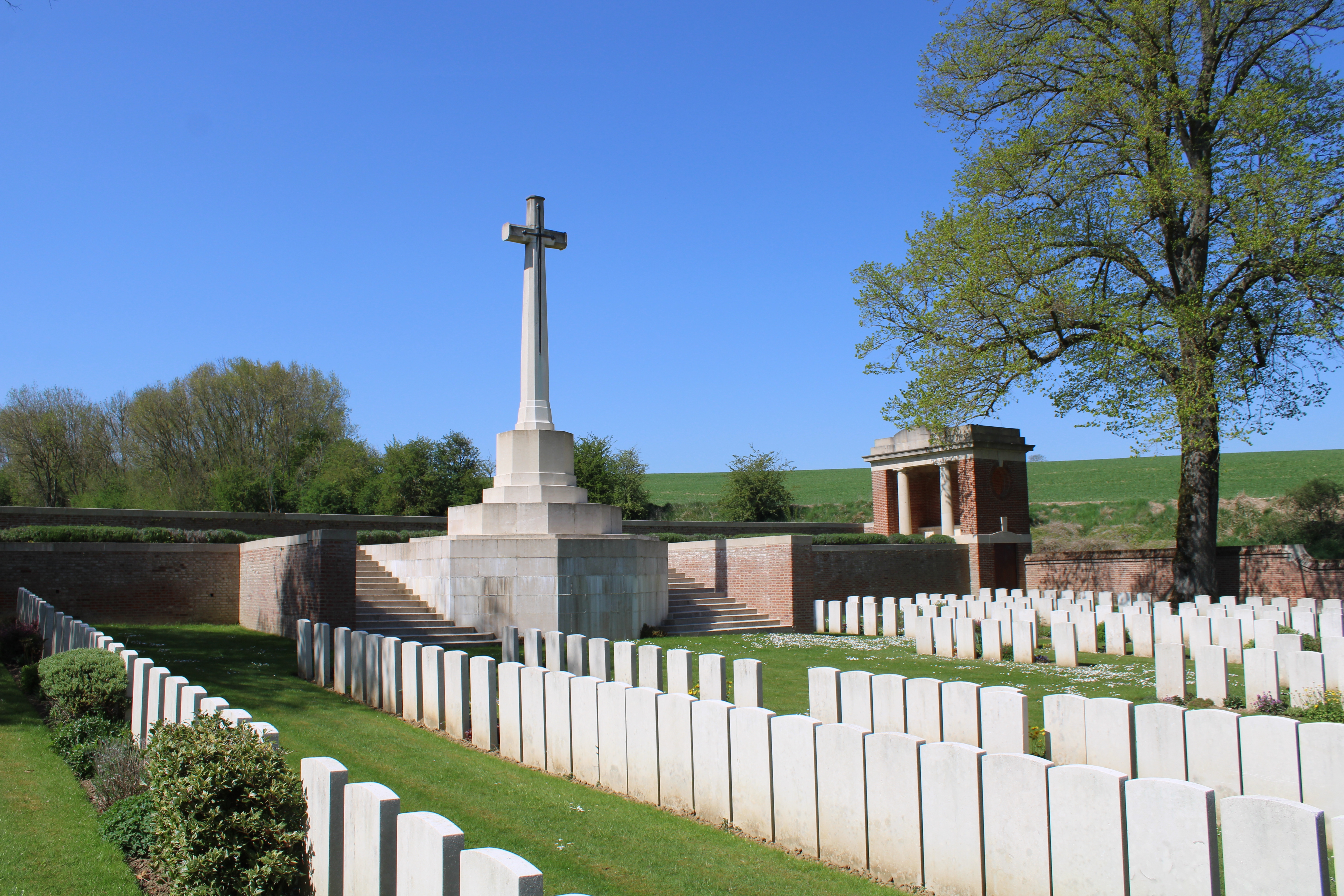
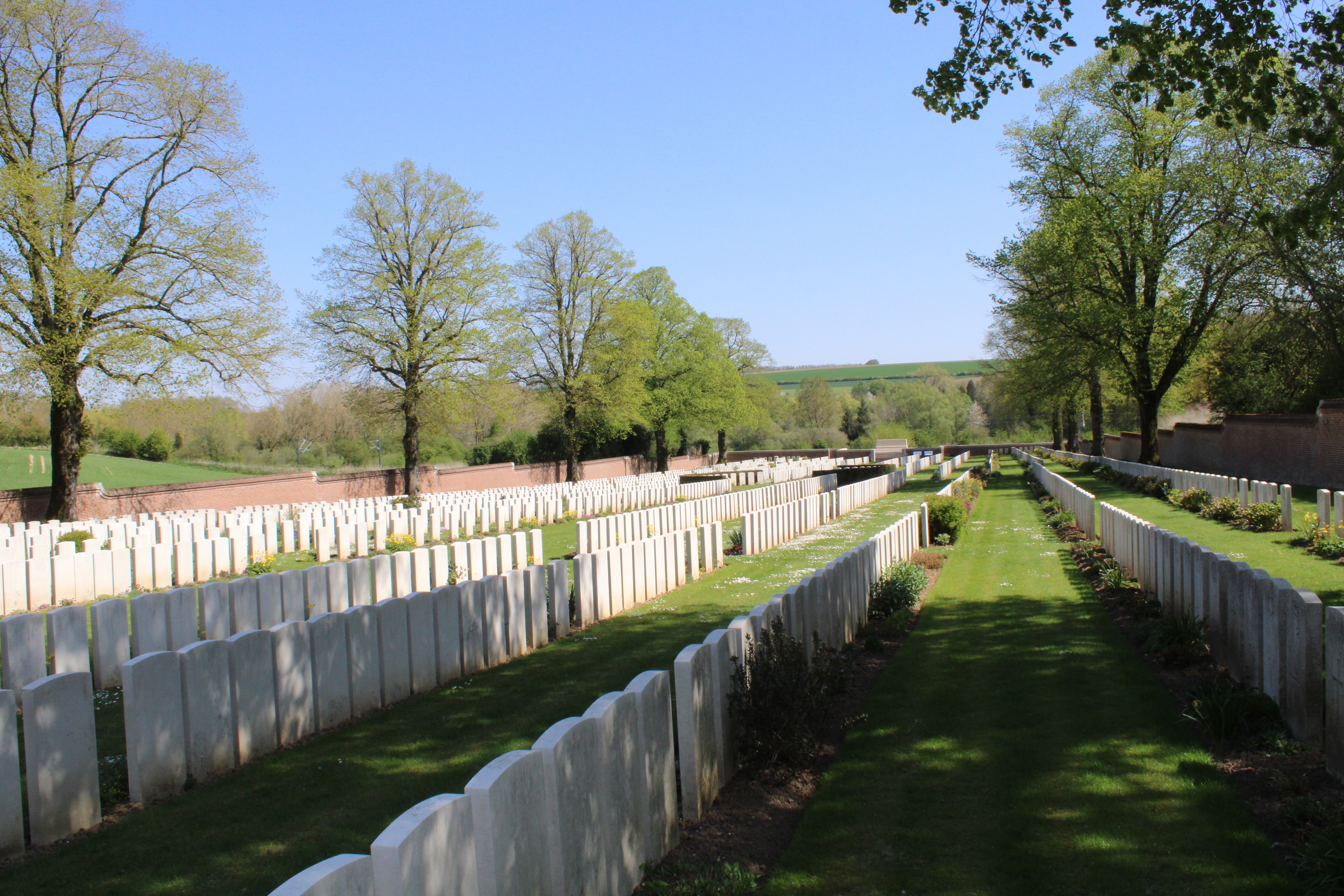
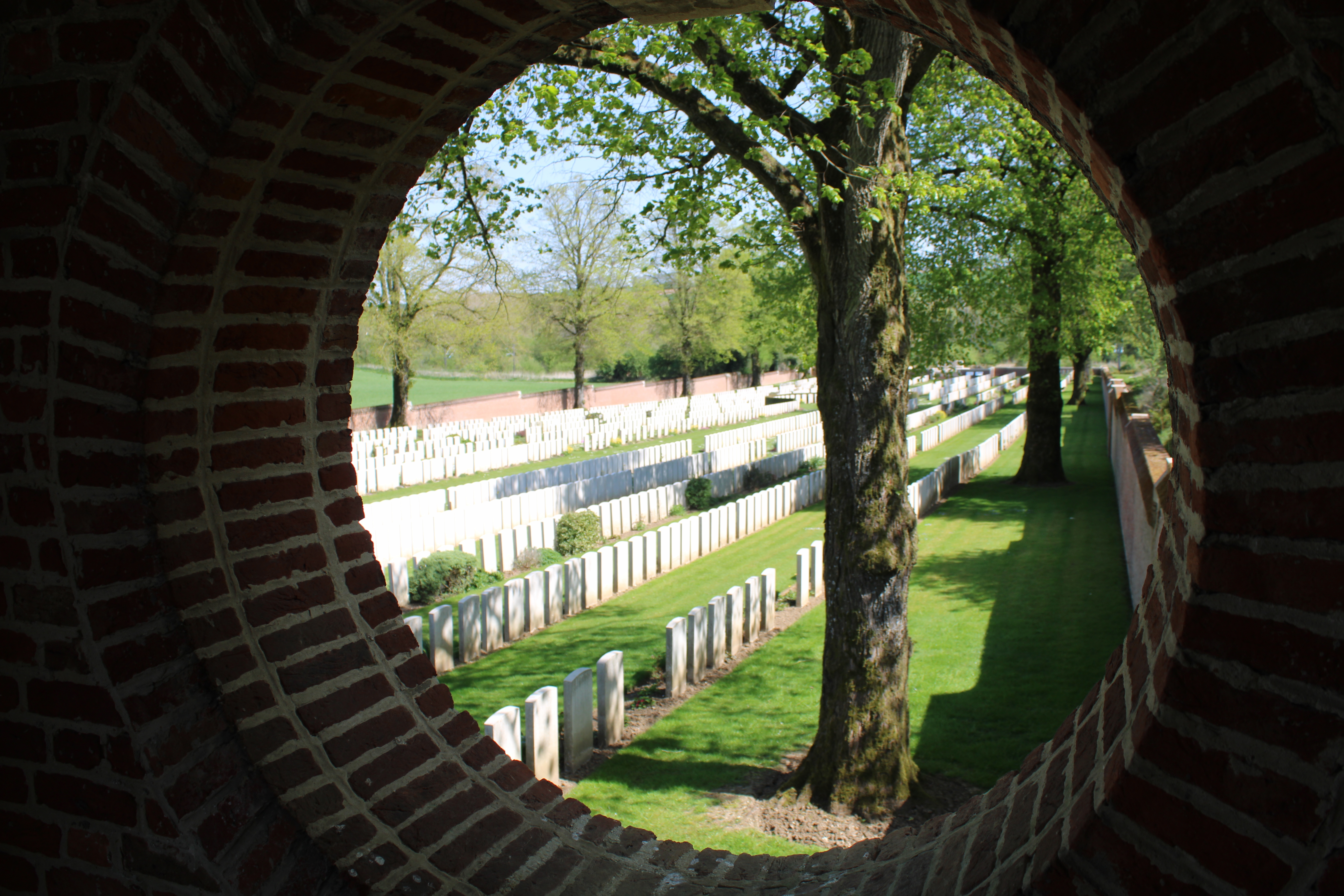

### Sépultures
| Pays             | Sépultures |
| ---------------- | ---------- |
| Royaume-Uni      | 2495       |
| Canada           | 42         |
| Nouvelle-Zélande | 2          |
| Afrique du Sud   | 1          |
| Allemagne        | 1          |
| Total            | 2541       |